# Madonna im Grünen
Die Madonna im Grünen (Madonna del Prato) ist ein Marienbildnis von Raffael aus dem 16. Jahrhundert. Es befindet sich im Kunsthistorischen Museum Wien. Seine Entstehungszeit ist zwischen 1505 und 1506. Das großformatige Gemälde, 113 × 88,5 cm ist in Öl auf Pappelholz gemalt. Es ist auch bekannt als Madonna vom Belvedere. Raffael hat zwei weitere Gemälde mit ähnlichem Motiv gemalt: die Madonna mit dem Stieglitz (1505–1506, in Florenz ausgestellt) und Die schöne Gärtnerin (1507–1508, im Louvre ausgestellt). Die Madonna im Grünen ist das früheste Gemälde der drei Marienbilder aus der Florentiner Zeit.

## Das Werk
Eine Figurengruppe, bestehend aus Maria und den Kindern Jesus und Johannes, bildet eine formatfüllende Dreieckskomposition. Der Gruppenaufbau hat durch die Kinder und den rechten Fuß Marias eine sehr breite Basis, die sich bis zum Kopf Marias zuspitzt. Fast in der Mittelachse des Bildes ist die Figur des Jesusknaben platziert. Links von ihm der kniende Johannes.
Maria sitzt erhoben, möglicherweise auf einem Felsen. Zu ihren Füßen sind die beiden Kinder. Sie hat nach hinten gekämmtes und geflochtenes blondes Haar, über ihrem Kopf befindet sich ein hauchdünner goldener Kreis als Symbol eines Heiligenscheines. Sie trägt ein rotes, anliegendes Kleid mit einer Bordüre am Halsausschnitt. Ein fließendes blaues Tuch bzw. ein Mantel mit goldener Bordüre und goldenem Rand fällt von ihren Schultern, umschließt ihre Knie und bildet einen Kontrast zum Kleid. Maria dreht sich mit ihrem Oberkörper leicht nach rechts zu den Kindern hinunter. Ihre Hände stützen und führen Jesus bei ersten Schritten auf den älteren Johannes zu. Dieser reicht Jesus einen Kreuzstab, der als Spielzeug angesehen werden kann und gleichzeitig als Zeichen auf seine Passion hinweist. Jesus ergreift ihn spielerisch. Beide Kinder tragen jeweils einen Heiligenschein.
Eingebettet wird die Gruppe in eine phantastische Seenlandschaft mit verschiedenen Pflanzen und einer Stadtansicht mit Burg auf einem Berg. Farblich komponiert in olivgrün im Vordergrund nach blassblau von Horizont und Himmel ausklingend. Die Erdbeerpflanze (Fragaria) mit Früchten am unteren Rad gehört zu den Rosengewächsen und symbolisiert die Tugenden Marias. Konkretisiert werden diese durch das Gänseblümchen (Bellis perennis) am unteren linken Bildrand, welches die Attribute der Reinheit und Bescheidenheit verkörpert. Die rote Mohnblume symbolisiert in der christlichen Ikonographie infolge ihres kreuzförmigen Stempels in der Blüte und ihrer roten Farbe das vergossene Blut Christi, die Passion, die  Auferstehung und das Ewige Leben. Nach oben wird das Bild links und rechts durch Wolken abgeschlossen, die sich in der Mitte zum Blau des Himmels öffnen und den Oberkörper Marias hinterfangen.

Auswahl weiterer Madonnendarstellungen Raffaels
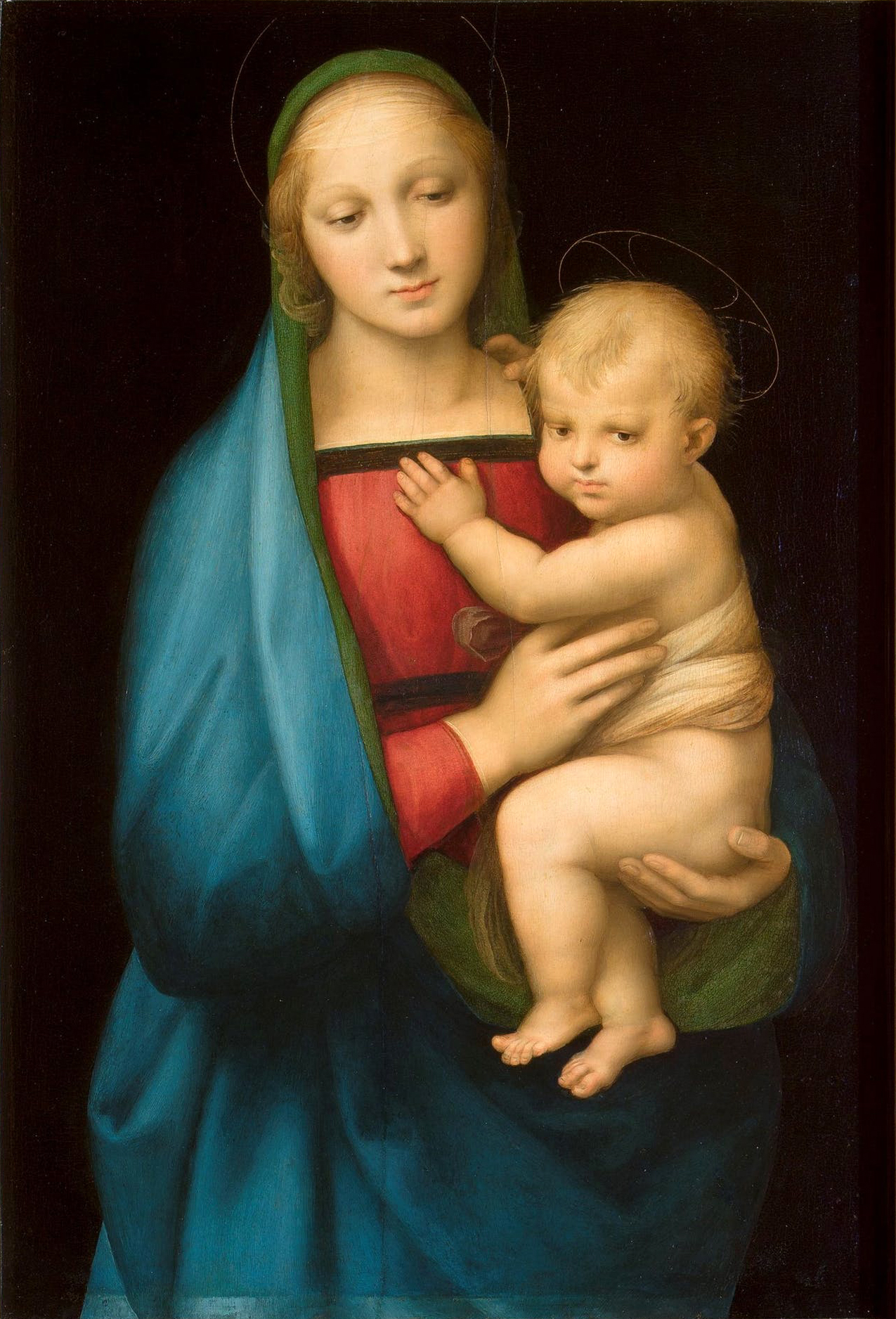
Madonna del Granduca 1506
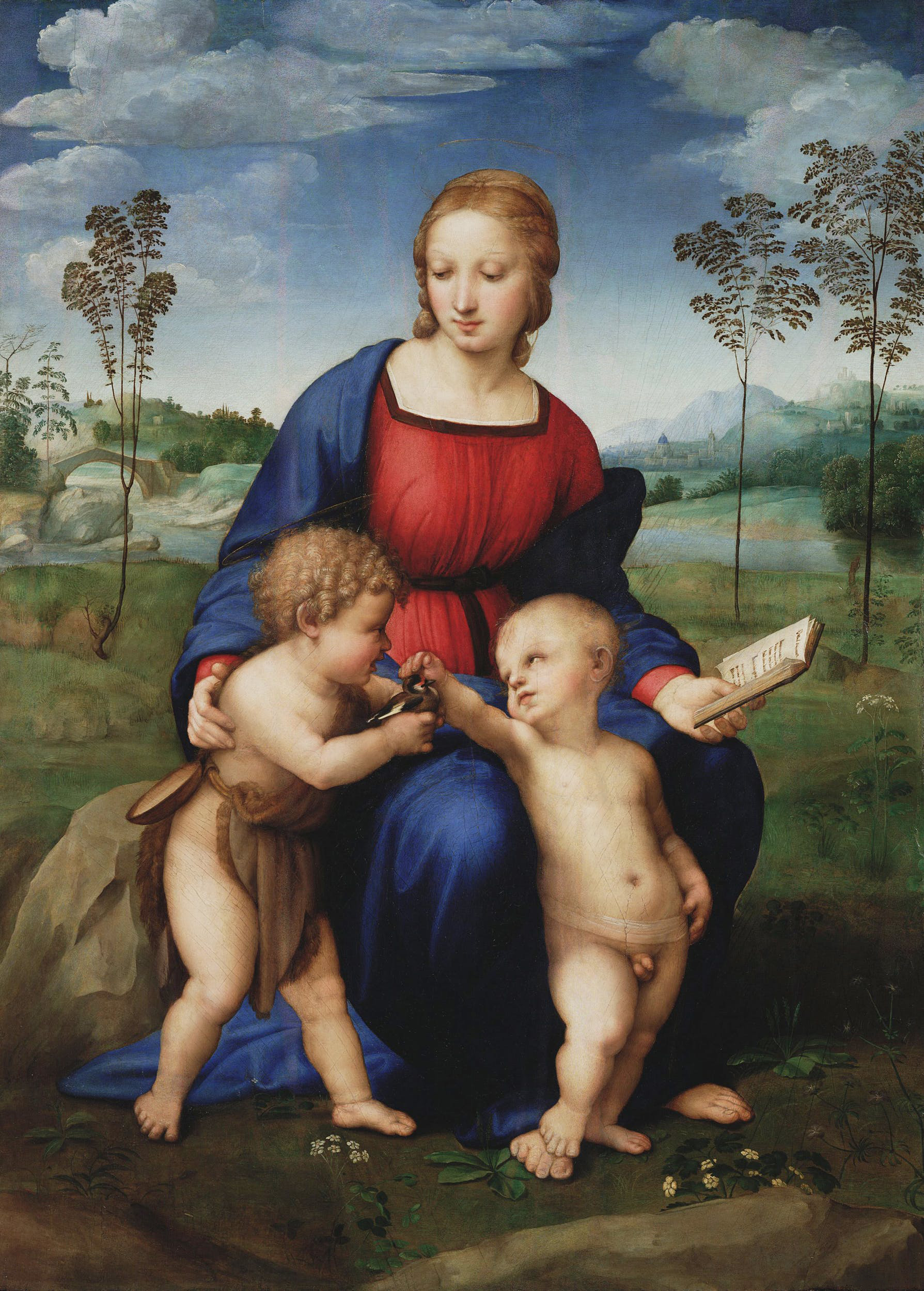
Madonna mit dem Stieglitz 1505–1506
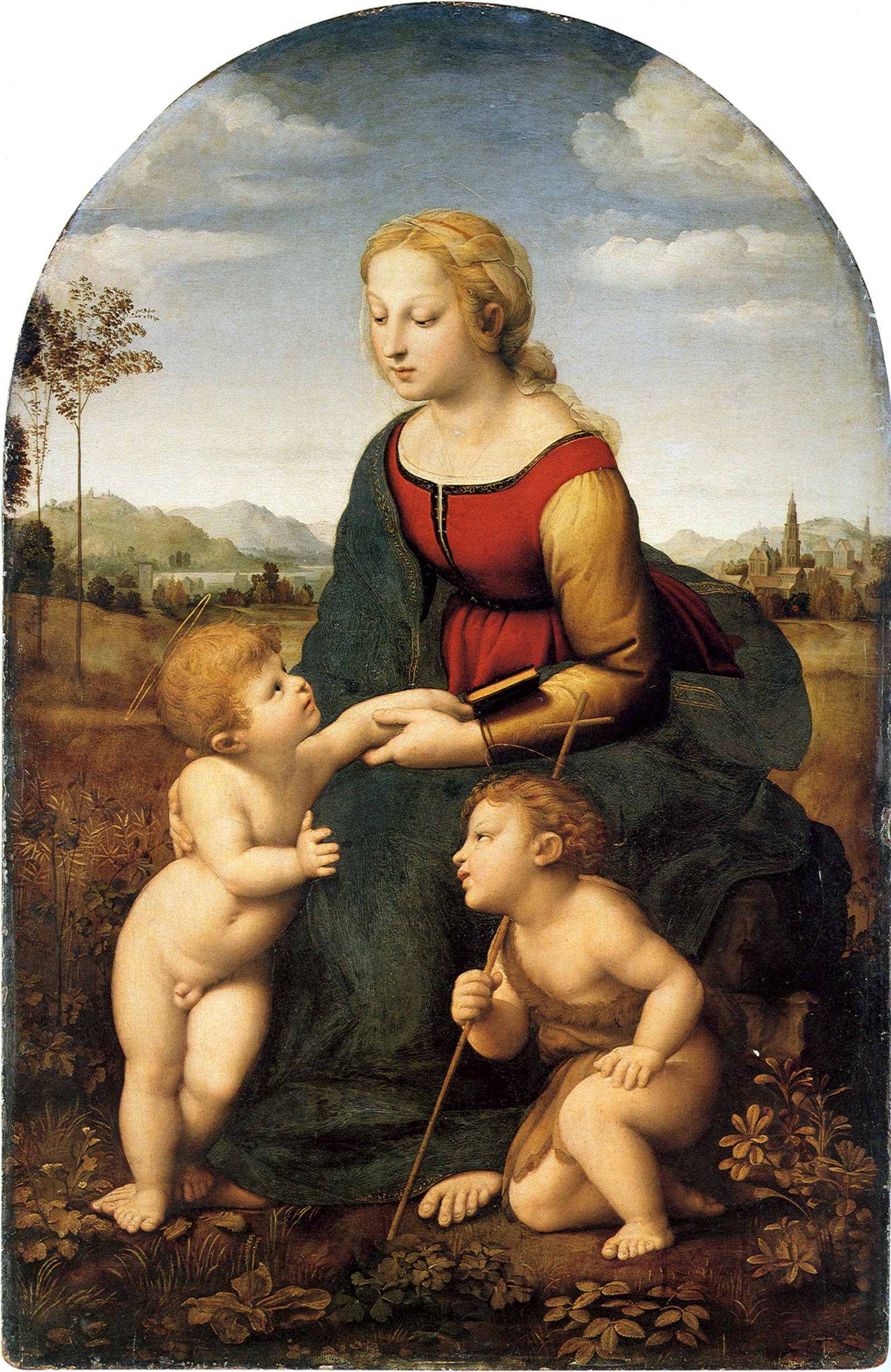
Die schöne Gärtnerin 1507–1508
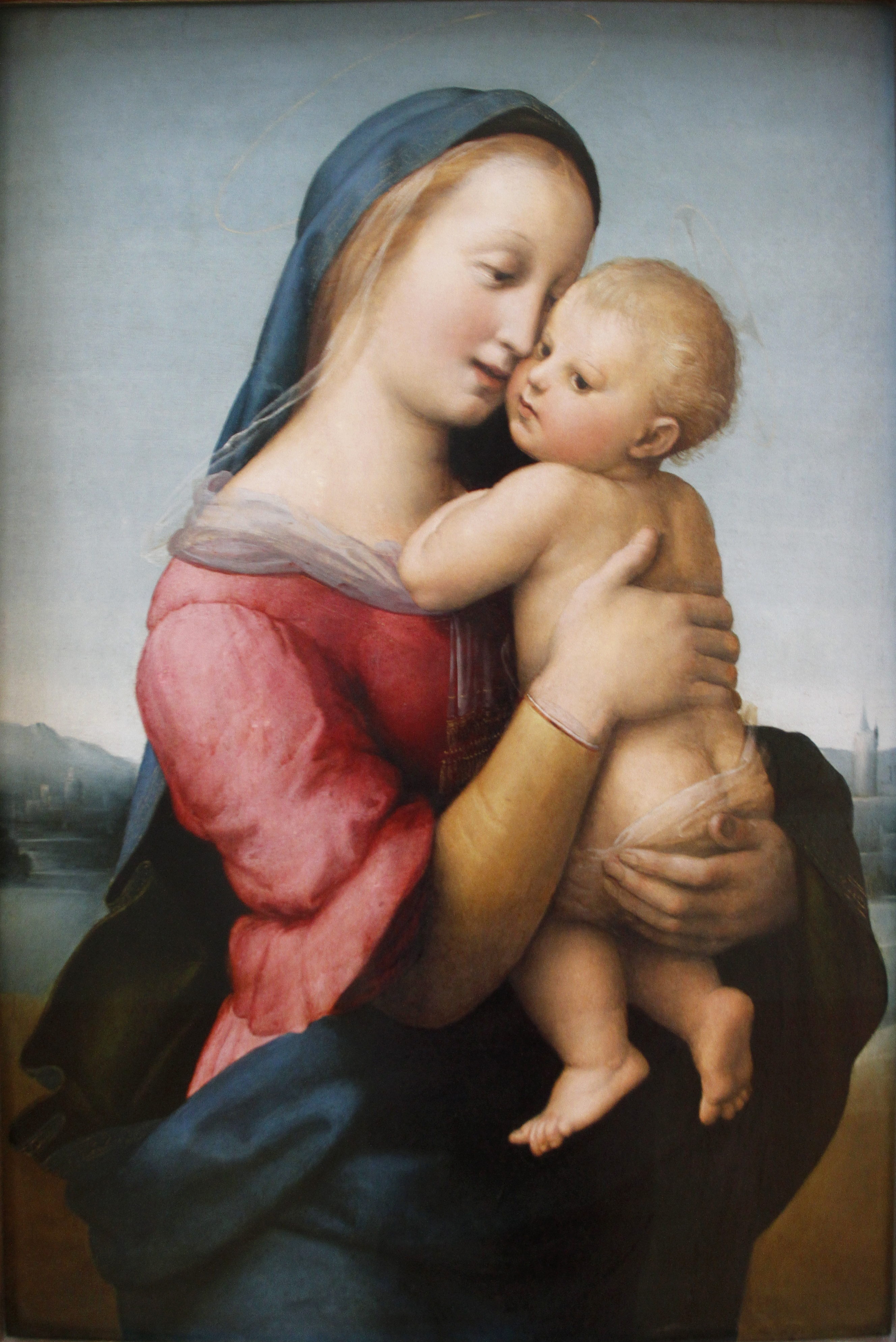
Madonna Tempi 1508

## Deutung
Die Blickrichtung der beiden Kinder zueinander und der liebevolle Blicke Marias zeugen von tiefer Zuneigung der drei Personen zueinander. Trotzdem geht das Bild weit über eine Genredarstellung einer Mutter-Kind-Szene hinaus. „Es ist nur die reinste Schönheit des Weibes und des Kindes, die den Gedanken an das Übernatürliche erweckt. Die Kunst ist … auf derjenigen Höhe angelangt, wo ihre Gestalten von selbst und ohne alle Zutaten als etwas Ewiges und Göttliches erscheinen.“ Die Figuren sind zudem versetzt in eine zeitlos scheinende Landschaft, in der Himmel und Erde in einen stillen Dialog miteinander treten. Gemalt in der Technik des Sfumato Leonardo Da Vincis. Religion, Emotion und Natur dargestellt als Einheit machen dieses Werk zu einer „Ikone der neuen Geisteshaltung der Renaissance“.
Die besondere Plastizität dieser Figurengruppe lässt darauf schließen, das Raffael im „Wettstreit der Künste“ Stellung für die Malerei beziehen wollte.

## Provenienz
Nach Vasari war die Madonna im Grünen ein Geschenk Raffaels an den Patrizier Taddeo Taddi aus Florenz. Die Erben Taddis verkauften das Bild 1662 an Erzherzog Ferdinand Karl von Österreich. Das Bild gelangte dann 1773 in die kaiserliche Galerie Belvedere.